# Райтен, Эфрат
Эфрат Райтен-Маром (ивр. אֶפְרָת רַיְיטָן־מָרוֹם‎, род. 15 мая 1972, Хайфа) — израильская актриса, юрист и политик. В настоящее время она является депутатом Кнессета от партии Авода, возглавляет комитет по труду, благосостоянию и здравоохранению.

## Биография
Изначально Райтен работала актрисой и телеведущей на Детском канале (Аруц ха-Еладим) и 10 канале. Однако она ушла из индустрии, чтобы стать юристом. Получив степень бакалавра права в Академическом центре права и науки в 2004 году, она была приглашена в адвокатуру в 2012 году и стала партнёром Goldfarb Seligman & Co. Она представляла семьи детей, погибших во время наводнения 2018 года.
Перед выборами 2021 года она занимала пятое место в списке партии Авода и была избрана в Кнессет, поскольку партия получила семь мест. Она заняла четвёртое место в их списке на выборах 2022 года и была переизбрана, поскольку партия получила четыре места. Она намеревалась баллотироваться на пост лидера Аводы на выборах партийного руководства 2024 года, но вместо этого поддержала Яира Голана. 
Эфрат Райтен живёт в Тель-Авиве. Она замужем за архитектором Галем Маромом, у них есть сын и дочь.

## Фильмография
- Бешенство[англ.]